# جاستن ديفيدسون
جاستن ديفيدسون (بالإنجليزية: Justin Davidson)‏ هو صحفي وملحن أمريكي، ولد في 1966.